# Devalvace (psychologie)
Devalvace v sociálním styku znamená projev neúcty, nevážnosti, snižování a ponižování druhých osob. Je opakem evalvace.
Devalvace se přímo týká jádra osobnosti člověka a proto je vnímána mnohem bolestivěji než cokoli jiného.

## Příklady devalvace
- záměrné křivé obvinění člověka
- někdo byl neprávem obviněn či podezírán a osoba, která se dosud k takovému člověku chovala přátelsky od něj odstoupila
- zneužití důvěry
- podezírání a osočování člověka před osobami, na nichž dotyčnému záleží
- šikana a záměrné kladení překážek („házení klacků pod nohy“)
- urážení a nactiutrhání člověka před druhými
- hrubé a necitlivé chování k člověku
- vysmívání se člověku v přítomnosti druhých, používání sarkasmů a ironie
- záměrné porušení norem pro získání výhody nad osobou

Výše uvedené příklady jsou vnímány velmi nepříjemně, daly by se charakterizovat přívlastky: nepřátelský, hrubý, nadřazený, namyšlený, nadutý, pyšný.
Do téže kategorie patří i další jednání, i když se dotýkají člověka méně:
- ignorování člověka
- odmítnutí a odepření něčeho člověku, co by mohlo být dovoleno
- skákání do řeči v rozhovoru

Tyto projevy lze označit přívlastky netaktní, necitlivý, nelaskavý, nevšímavý, neuznalý, lhostejný.